# SJ B5
Die schwedische Baureihe SJ B5 waren Schlepptender-Dampflokomotiven der Statens Järnvägar. Sie waren für schwere Züge im Personen- und Güterzugverkehr vorgesehen.
Diese Baureihe entstand 1952, als Lokomotiven aus früheren Serien nach mehreren Umbauten und Umzeichnungen in einer neuen Baureihe gesammelt wurden.

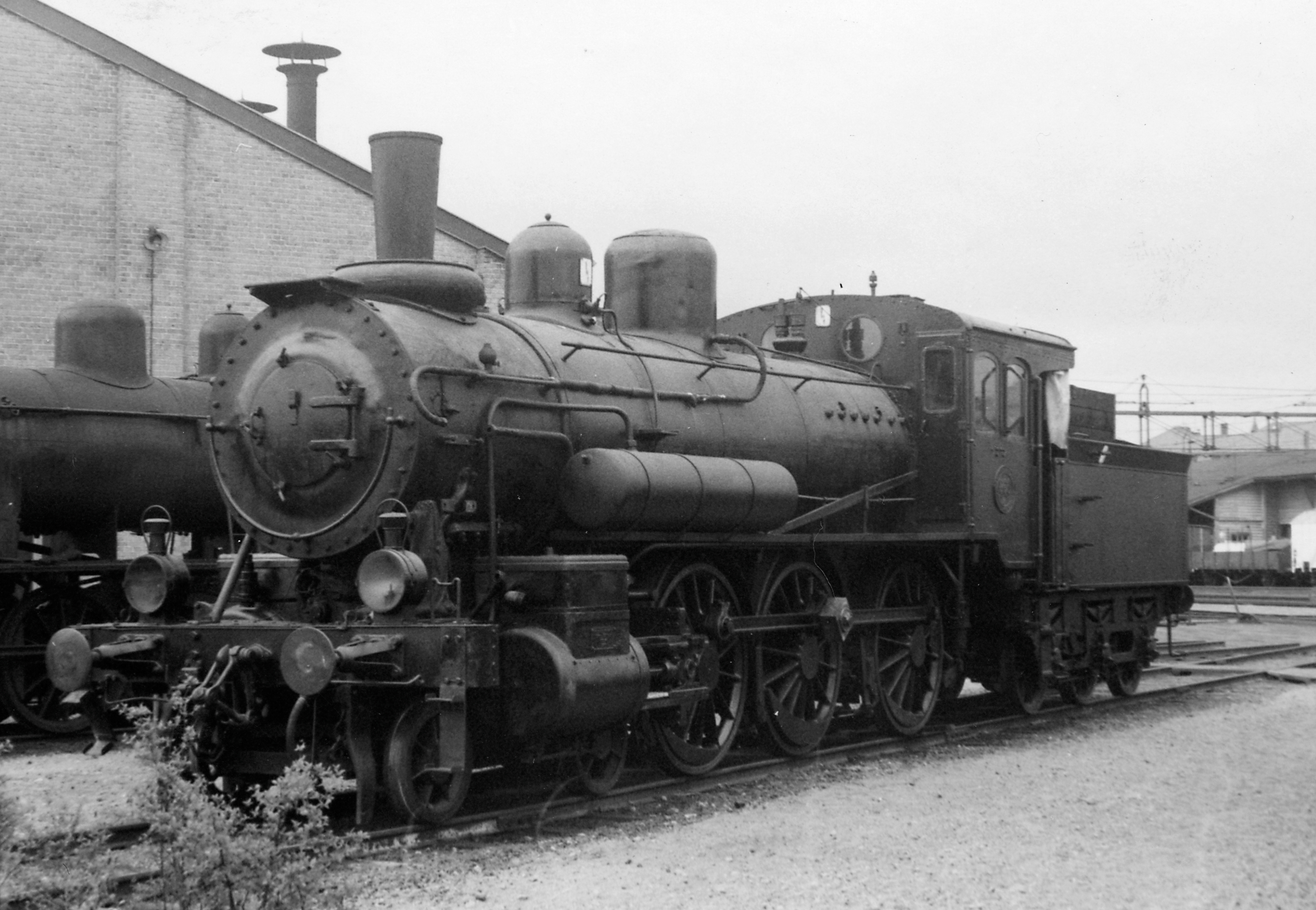
B5 860 im Bahnbetriebswerk Linköping (1956)

## Geschichte der Vorgängerbaureihen
Die zwischen 1899 und 1905 gebaute T (III) wurde 1906 in Ta umbenannt, als Statens Järnvägar in diesem Jahr eine verbesserte Type mit größerem Dampfkessel bauen ließ und diese als Tb bezeichnete.
Die meisten Lokomotiven wurden zwischen 1927 und 1942 verschrottet. 1942 wurden zudem einige Maschinen umgespurt und an VR-Yhtymä (VR) in Finnland verkauft.
Die verbleibenden Ta-Lokomotiven wurden im gleichen Jahr wieder in die Baureihe T geändert und die Tb-Lokomotiven in T2 umbenannt.
1952 wurden diese, nachdem sie technisch nach mehreren Umbauten annähernd gleich waren, in der Baureihe B5 zusammengefasst. Die Lokomotiven wurden nicht mehr in höheren Diensten verwendet, zwischen 1954 und 1963 abgestellt und in Vislanda verschrottet.
B5 824 und B5 825 dienten bis 1960 als Bereitschaftslokomotiven. Sie wurden 1963 ausgemustert und ein Jahr später verschrottet.
B5 888 wurde bei einer militärischen Übung auf der Strecke Jönköping–Ulricehamn für einen Entgleisungsversuch verwendet und danach auf eigenen Rädern zur Verschrottung gebracht.